# Canon de marine de 12 livres QF 12 cwt
Le canon de marine de 12 livres QF 12 cwt est un canon polyvalent de calibre 3 pouces (76 mm) construit par les Britanniques à partir des années 1890. 

## Utilisation
Conçu pour équiper les destroyers de la Royal Navy dits de « 27 nœuds », il équipe aussi plusieurs chalutiers armés et sert d'artillerie côtière. Il est ensuite acheté et produit sous le nom de canon de 76,2 mm/40 Type 41 par l'empire du Japon, qui en fait l'armement secondaire standard de ses navires entre 1890 et 1920. Le royaume d'Italie en achète puis en produit aussi sous licence par Ansaldo ; ils servent notamment de défense antiaérienne durant la Seconde Guerre mondiale.